# Hellerau
Hellerau est un district situé au nord de la ville de Dresde, dans l'est de l'Allemagne, connu pour avoir été le cadre de l'implantation de la première cité-jardin du pays, au début du XXe siècle.
Sur la base des idées d'Ebenezer Howard, l'homme d'affaires Karl Schmidt-Hellerau construit à Hellerau, près de Dresde, en 1909.les nouveaux bâtiments de son entreprise de décoration d'intérieur, Deutsche Werkstätten Hellerau. Il construit par la même occasion la Cité jardin Hellerau (de) pour offrir des logements de bonne qualité à prix abordables aux ouvriers. L'idée est de créer une ville nouvelle. Plusieurs architectes de renom ont participé à sa construction, dont Richard Riemerschmid, Heinrich Tessenow, Hermann Muthesius, Kurt Frick, Georg Metzendorf, Wilhelm Kreis et Bruno Paul.
Hellerau attira immédiatement des visionnaires culturels de toute l'Europe. Parmi eux, le compositeur suisse Émile Jaques-Dalcroze, invité à y développer sa méthode de rythmique et pour lequel fut édifié le Festspielhaus, le scénographe suisse Adolphe Appia, et les chorégraphes Gret Palucca et Mary Wigman. Jusqu'au début de la Première Guerre mondiale, des festivals annuels de Rythmique furent organisés au Festspielhaus Hellerau, devenant le rendez-vous incontournable de l'élite progressiste de l'époque.
En 1921, le pédagogue écossais Alexander Sutherland Neill a fondé à Hellerau son école de Summerhill, avant de la transférer dans le comté de Suffolk en Angleterre en 1924, à la suite des difficultés politiques rencontrées, liées aux principes sur lesquels était fondée l'école.
L'expérience communautaire progressiste de Hellerau prit fin après l'arrivée au pouvoir des nazis en 1933.